# Armor (film)
Armor este un film american thriller de acțiune din 2024 regizat de Justin Routt. Rolurile principale au fost interpretate de actorii Sylvester Stallone, Josh Wiggins, Dash Mihok și Jason Patric.
Armor a fost lansat în Statele Unite ale Americii la 22 noiembrie 2024.

## Rezumat
James Brody este un agent de securitate care lucrează împreună cu fiul său Casey pentru a transporta milioane de dolari între bănci cu un camion blindat. O echipă de hoți condusă de Rook orchestrează preluarea camionului pentru a pune mâna pe bani. După o urmărire violentă cu mașina, camionul blindat este înconjurat de oamenii lui Rook, iar James și Casey sunt încolțiți pe un pod șubred.
Camionul atârnă de pe pod, riscând să se scufunde în apa de dedesubt. Contratimp, înainte ca Rook și atacatorii să intre, James își va împinge abilitățile la limita supremă pentru a proteja viața fiului său mai presus de a lui.

## Distribuție
- Sylvester Stallone – Rook [2]
- Jason Patric⁠(d) – James Brody [3]
- Josh Wiggins – Casey Brody [4]
- Dash Mihok [5]

## Producție
Filmările au avut loc în Pearlington, Mississippi și Waveland, Mississippi în septembrie 2023.  Deoarece filmările au avut loc în timpul grevei SAG-AFTRA din 2023, realizatorii au primit acorduri intermediare care le-au dat permisiunea de a realiza filmul.
Acesta este unul dintre puținele filme în care Sylvester Stallone joacă rolul unui răufăcător.

## Primire
Armor a fost lansat pentru prima dată în Filipine de către Pioneer Films la 30 octombrie 2024. A fost lansat simultan în Statele Unite la 22 noiembrie 2024.